# Arquidiócesis de Dublín
La arquidiócesis de Dublín (en latín: Archidioecesis Dublinensis, en inglés: Roman Catholic Archdiocese of Dublin y en irlandés: Ard-Deoise Bhaile Átha Cliath) es una circunscripción eclesiástica de la Iglesia católica en Irlanda. Se trata de una arquidiócesis latina, sede metropolitana de la provincia eclesiástica de Dublín. Desde el 29 de diciembre de 2020 su arzobispo y primado de Irlanda es Dermot Pius Farrell.

## Territorio y organización

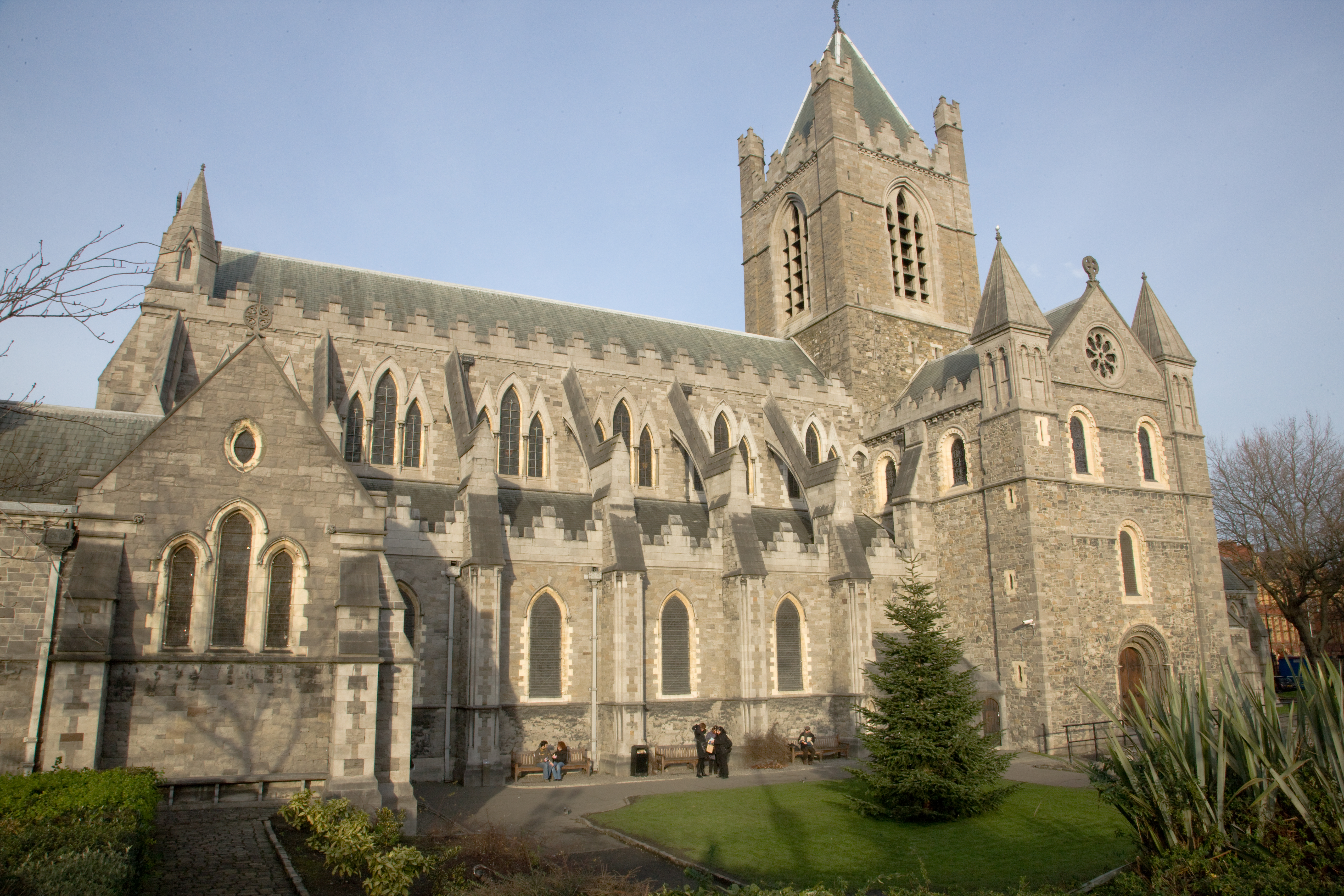
Catedral de la Santísima Trinidad, desde el perteneciente a la Iglesia de Irlanda, pero reclamada como catedral de la arquidiócesis por los arzobispos católicos de Dublín

La arquidiócesis tiene 3184 km² y extiende su jurisdicción sobre los fieles católicos de rito latino residentes en el condado de Dublín, la mayor parte del condado de Wicklow, una parte sustancial del condado de Kildare, así como partes más pequeñas de los condados de Carlow, Wexford y Laois. Se extiende a lo largo de la costa este de Irlanda unos cien kilómetros y unos setenta kilómetros hacia el interior.

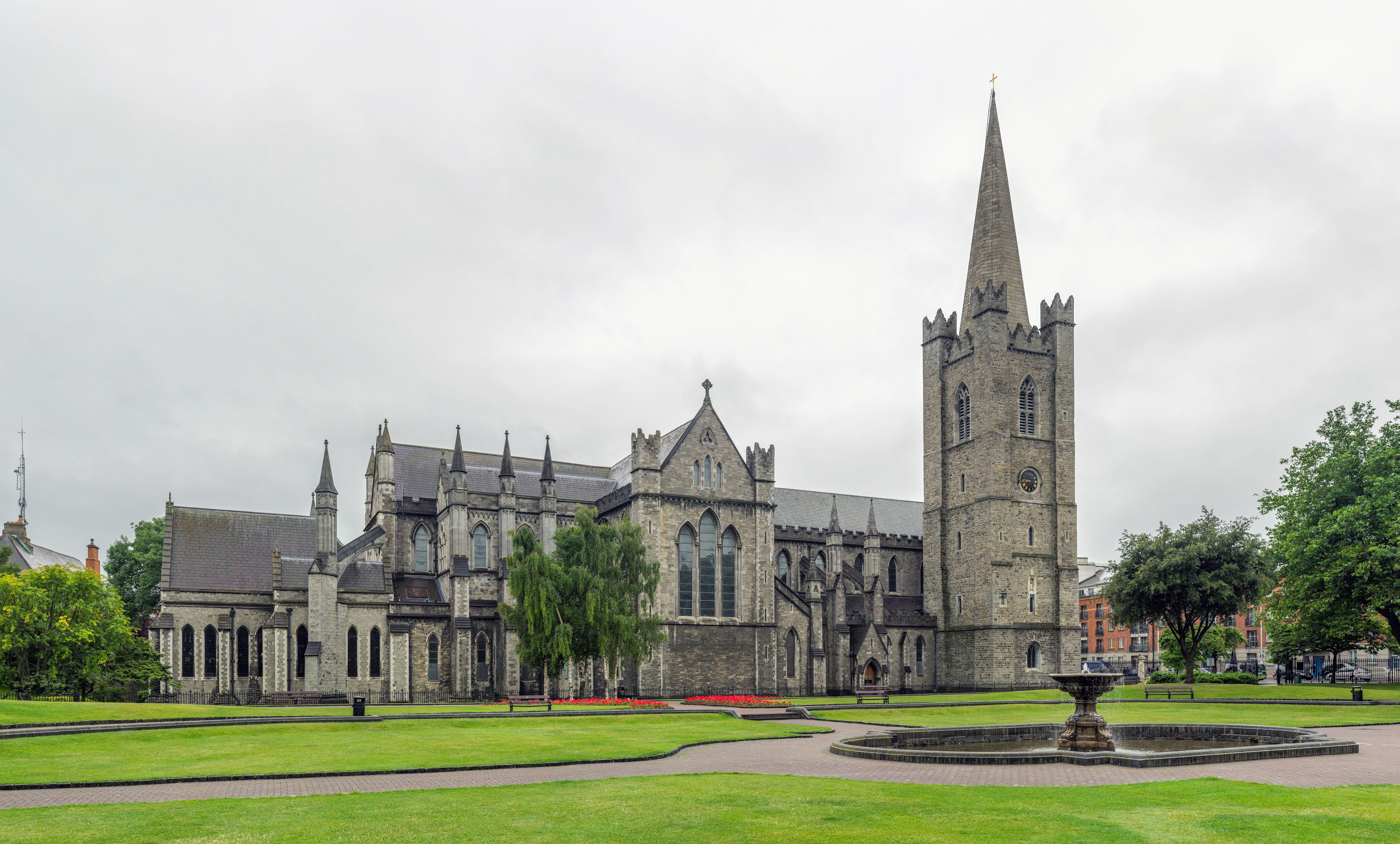
Catedral de San Patricio, desde el perteneciente a la Iglesia de Irlanda, considerada la Catedral nacional de Irlanda

La sede de la arquidiócesis se encuentra en la ciudad de Dublín, en donde se halla la Procatedral de Santa María y las catedrales de de la Santísima Trinidad (conocida como iglesia de Cristo, es reclamada como catedral de la arquidiócesis por los arzobispos católicos de Dublín) y de San Patricio, que desde la Reforma anglicana en el siglo XVI pertenecen a la Iglesia de Irlanda.
La arquidiócesis tiene como sufragáneas a las diócesis de Ferns, Kildare y Leighlin y Ossory.
En 2023 en la arquidiócesis existían 197 parroquias agrupadas en 15 decanatos: 1 Blessington, 2 South Dublin, 3 Tallaght, 4 Blanchardstown, 5 Fingal North, 6 Maynooth, 7 Fingal South East, 8 Fingal South West, 9 Howth, 10 Bray, 11 Donnybrook, 12 Wicklow, 13 Cullenswood, 14 North City Centre y 15 South City Centre.

## Historia

### De la fundación a la Reforma anglicana
La primera mención de una presencia cristiana en las costas orientales de la isla de Irlanda se remonta a la primera mitad del siglo V, cuando el papa Celestino I envió al misionero Paladio hacia el año 431 como obispo de los cristianos irlandeses. Paladio fundó algunas comunidades, incluidas Teach-Renan (Tigroney) y Donard en el condado de Wicklow. Posteriormente, san Patricio también trabajó en el mismo territorio.
A partir del siglo VI el monacato se desarrolló a gran escala en casi toda la isla, dando lugar a una organización territorial, típica de Irlanda, basada en el sistema monástico y no en el diocesano, como era en el continente y en Britania. En el territorio de la actual arquidiócesis de Dublín surgieron varios monasterios, cuyos abades en algunos casos tuvieron consagración episcopal: Kilcullen, Lusk, Swords, Finglas, Glendalough, Taney, Clondalkin, Castledermot y Bray. El más importante de estos asentamientos monásticos fue el de Glendalough o Glenndálocha, que extendió su jurisdicción sobre un territorio que corresponde en gran parte al de la actual arquidiócesis.
Es históricamente incierto si un monasterio también estuvo presente en Duibhlinn, la actual Dublín, pero los historiadores han atribuido el título de obispos de Dublín a una serie de obispos de los siglos VII y VIII. Es poco probable que estos obispos puedan considerarse obispos residenciales modernos, especialmente porque casi todos ellos operaban fuera de la diócesis. El primero de ellos es san Livino, que murió en 633 cerca de Gante en Bélgica. San Wiro vivió en la Galia y murió en Roermond en los Países Bajos, san Disibodo murió en Alemania y san Rumoldo en el siglo VIII viajó a Roma y murió en Malinas.
Ya a fines del siglo VIII las costas orientales de Irlanda y su interior fueron devastadas por las incursiones vikingas, que llevaron destrucción y muerte por todas partes; casi todos los antiguos monasterios fueron incendiados, al igual que sus bibliotecas y preciosos manuscritos. En 815 los daneses, aún paganos, conquistaron Irlanda. El primer rey danés en convertirse al cristianismo fue Stiric, quien fue bautizado en Inglaterra en el primer tercio del siglo X. Sin embargo, al poco tiempo el rey volvió al paganismo. En 943 su hijo Olaf se convirtió definitivamente al cristianismo. El poder danés cesó con la victoria del rey Brian Boru en 1014, pero Dublín siguió siendo una posesión danesa.
En el siglo XI se construyó la Catedral de la Santísima Trinidad, que es la catedral anglicana actual. En este período se encuentra al primer obispo de Dublín, Donat (o Dunan), que fue consagrado obispo por el arzobispo de Canterbury, lo que marca una profunda diferencia entre Dublín y el resto de la Iglesia irlandesa; mientras el sistema monástico siguió existiendo en la isla, se creó en Dublín una diócesis organizada según el modelo inglés. Su sucesor Gilla Patrick, autor de varios panfletos en latín, también fue consagrado en Londres, mientras que Donat O'Haingly fue consagrado en Dublín, pero nuevamente su sobrino y sucesor Samuel O'Haingly fue consagrado en Winchester en Inglaterra. Además de aceptar el nombramiento, los primeros obispos de Dublín prometieron obediencia a los arzobispos de Canterbury.
En 1111 el Sínodo de Ráth Breasail puso fin a la organización territorial irlandesa basada en monasterios y de los antiguos distritos monásticos que surgieron cerca de Dublín, organizándose la diócesis de Glendalough, cuyo territorio llegaba hasta las murallas de Dublín; prácticamente la ciudad estaba rodeada por Glendalough por todos lados. El sínodo no menciona la diócesis de Dublín, probablemente porque no se la consideraba parte integrante de la Iglesia irlandesa, y quizás porque el clero y el pueblo de la ciudad no habían aceptado la sumisión a la diócesis de Glendalough y sobre todo no aceptaron la separación de Canterbury y la sumisión a la arquidiócesis de Cashel.
Todas estas preocupaciones y dificultades pronto fueron superadas. De hecho, en 1152 con el Sínodo de Kells la situación cambió a favor de Dublín: la sede fue elevada al rango de arquidiócesis metropolitana y su territorio se amplió con una parte del de la diócesis de Glendalough. Cinco diócesis sufragáneas fueron asignadas a la provincia eclesiástica de Dublín: Glendalough, Kildare, Leighlin, Ferns y Kilkenny. El territorio diocesano fue nuevamente ampliado en 1179, cuando, a Lorenzo O'Toole, que había ido a Roma para el III Concilio de Letrán, el papa Alejandro III le concedió extender su territorio hacia el sur, hasta Bray; y luego en 1215, cuando la diócesis de Glendalough fue suprimida y su territorio anexado al de Dublín.
A partir de la segunda mitad del siglo XII Irlanda cayó en manos de los anglo-normandos. A partir de ese momento, con el sucesor de Lorenzo O'Toole, John Comyn, la arquidiócesis de Dublín entró en la esfera de influencia inglesa. Prueba de ello es el hecho de que John Comyn y sus veinticuatro sucesores en los siguientes cuatro siglos eran todos ingleses. A John Comyn el rey Enrique II concedió algunos feudos baroniales con derecho a sentarse en el Parlamento de Inglaterra como lord. Muchos arzobispos de ese período ocuparon puestos importantes en la política inglesa y no pocas veces se les otorgaron cargos importantes. También fue en ese período cuando surgió la disputa, a veces llevada en tonos duros y hostiles, con el arzobispo de Armagh por la primacía sobre la Iglesia irlandesa, disputa que solo perdió su importancia en el siglo XIX.

### Desde la Reforma hasta hoy
En el momento de la Reforma protestante impuesta por Enrique VIII de Inglaterra, el arzobispo John Allen fue asesinado. Entonces el rey aprovechó la oportunidad para nombrar ilegítimamente arzobispo a George Browne. Tras establecerse en Dublín en 1536, hizo borrar de los misales todas las referencias al papa, atesoró las reliquias y las quemó en la hoguera. Introdujo la liturgia reformada del Libro de Oración Común y se casó. La reina María I de Inglaterra, que buscó reintroducir el catolicismo en Inglaterra e Irlanda, depuso a George Browne debido a su matrimonio y nombró a Hugh Corwin como su sucesor, quien apostató al protestantismo a la muerte de la reina.
La arquidiócesis de Dublín estuvo entonces sin un pastor católico durante unos cuarenta años, mientras se desataba la persecución anticatólica. En 1600 fue nombrado arzobispo el franciscano español Mateo de Oviedo, que llegado a Irlanda, no se atrevió a poner un pie en su arquidiócesis y la gobernó a través de vicarios generales, tres de los cuales acabaron en prisión. Su sucesor Eugene Matthews logró organizar un sínodo provincial en Kilkenny, en el que se reorganizaron las parroquias; después de escapar varias veces de prisión, se vio obligado a abandonar Irlanda y murió en Roma. En 1651 murió exiliado en Galway también el arzobispo Thomas Fleming, dejando la sede vacante hasta 1669, cuando se nombró a Peter Talbot, quien convocó un sínodo diocesano en 1670. Fue exiliado en 1673 y readmitido en 1677, pero inmediatamente encarcelado, murió en prisión en 1679.
Su sucesor Patrick Russell llevó a cabo una intensa actividad pastoral convocando dos sínodos provinciales en 1685 y 1688 y otros dos sínodos diocesanos en 1686 y 1689: consiguió reorganizar el capítulo metropolitano. La derrota de los jacobitas en la Batalla del Boyne empeoró las condiciones de los católicos irlandeses y el arzobispo fue encarcelado: como su predecesor, murió en prisión en 1692. Le sucedió Peter Creagh, designado por el católico Jacobo II de Inglaterra por derecho de patrocinio, pero vivió exiliado en Francia y gobernó la diócesis a través de los vicarios generales.
El arzobispo Edmund Byrne fue consagrado por Patrick O'Donnelly, obispo de Dromore, que después de 1705 había seguido siendo el único obispo católico irlandés. El arzobispo se encargó de establecer nuevas parroquias en los distritos más nuevos de Dublín. En 1710 se negó a prestar juramento contra los Estuardo y tuvo que huir a Kildare con su familia. El sucesor Edward Murphy también tuvo que esconderse durante su episcopado.
El renacimiento de la arquidiócesis ocurrió durante el largo episcopado (1786-1823) de John Thomas Troy, quien fundó en 1795 el Royal College of Saint Patrick (hoy 'Maynooth University) y colocó la primera piedra de la  Procatedral de Santa María gracias a la aprobación del Roman Catholic Relief Act 1793, que reconocía la legitimidad de la Iglesia católica en Irlanda y otorgaba diversos derechos a los católicos del Reino de Irlanda; en el mismo período, se abrieron escuelas católicas y se construyeron nuevas iglesias. La procatedral fue terminada por su sucesor Daniel Murray, quien pudo regocijarse en la plena emancipación de los católicos con la Roman Catholic Relief Act 1829.
Fue el arzobispo Paul Cullen quien estableció el seminario diocesano y fundó el hospital Mater Misericordiae. El 18 de mayo de 1854 estableció la Universidad Católica de Irlanda, eligiendo a John Henry Newman como su primer rector. En 1866 se convirtió en el primer cardenal irlandés y en 1875 presidió el sínodo nacional en Maynooth. Su sucesor, Edward MacCabe, también fue creado cardenal y llevó adelante la línea ultramontana, alejándose de las pretensiones de los nacionalistas irlandeses. Esta línea política se interrumpió con el episcopado de William Joseph Walsh, quien fue un ferviente partidario del movimiento nacional irlandés. En cambio, el arzobispo Edward Joseph Byrne buscó sobre todo la concordia. El arzobispo Dermot Ryan convirtió un terreno que había destinado para la construcción de una catedral, en un parque público.
El largo episcopado de John Charles McQuaid coincidió con un período de fuerte expansión urbana en Dublín: estableció 60 parroquias nuevas y construyó 80 iglesias nuevas, 250 escuelas primarias y 100 escuelas secundarias. Muy activo en el frente social, fue un conservador respecto a las novedades introducidas por el Concilio Vaticano II, especialmente en lo que se refiere a la reforma litúrgica, que dudó en aplicar, el papel de los laicos y el ecumenismo. La plena aplicación del Concilio fue en cambio la estrella polar de la pastoral de su sucesor, Dermot Ryan, de tendencia liberal y reformista. En 1979 el papa Juan Pablo II realizó la primera visita apostólica de un papa a la arquidiócesis.

### Abuso sexual infantil en la arquidiócesis de Dublín
El escándalo de abuso sexual en la arquidiócesis de Dublín constituye uno de los mayores escándalos de abuso sexual en Irlanda; al respecto, el Gobierno irlandés encargó una investigación en 2006, que se publicó en el Murphy Report  en noviembre de 2009. El informe revela que desde la década de 1960 hasta mediados de la de 1990, los sucesivos arzobispos de Dublín no denunciaron a la policía los casos que conocían de abusos sexuales con menores por parte de sacerdotes:
El Informe Murphy también reveló las responsabilidades personales de los sucesivos arzobispos como primados de Irlanda. Según el informe, el arzobispo John Charles McQuaid (1940-1972) actuó "para evitar el escándalo y no mostró preocupación por el bienestar de los niños". El arzobispo Dermot Ryan (1972–1984) no investigó a varios sacerdotes acusados de abuso e ignoró un consejo psicológico de no enviar a un sacerdote dentro de una parroquia; ese sacerdote fue posteriormente condenado por violar a una menor mientras estaba bajo el cuidado de una parroquia. Ryan decidió subcontratar su gestión, con el efecto de tener poca coordinación entre las intervenciones y, según el informe, "parece haber sido una política mantener el conocimiento del problema lo más limitado posible".
A principios de la década de 2000, a medida que aumentaba el escándalo de abuso sexual infantil por parte de sacerdotes dentro de la Iglesia católica irlandesa, se reveló que el entonces arzobispo McNamara, que sirvió entre 1984 y 1987, había buscado la opinión de un abogado sobre las responsabilidades de la Iglesia derivadas de tales abusos, y que, como resultado de esa opinión, había asegurado la arquidiócesis para protegerla económicamente; a pesar de esto, no reveló el alcance del abuso sexual a la Garda Síochána (la policía irlandesa). McNamara también reintegró a un sacerdote que se había declarado culpable de abuso infantil y era sospechoso de otros abusos.

## Estadísticas
Según el Anuario Pontificio 2024 la arquidiócesis tenía a fines de 2023 un total de 1 092 775 fieles bautizados.
| Año                                                                             | Población            | Población | Población      | Sacerdotes | Sacerdotes    | Sacerdotes    | Bautizados por sacerdote | Diáconos permanentes | Religiosos | Religiosos | Parroquias |
| Año                                                                             | Bautizados católicos | Total     | % de católicos | Total      | Clero secular | Clero regular | Bautizados por sacerdote | Diáconos permanentes | Varones    | Mujeres    | Parroquias |
| ------------------------------------------------------------------------------- | -------------------- | --------- | -------------- | ---------- | ------------- | ------------- | ------------------------ | -------------------- | ---------- | ---------- | ---------- |
| 1950                                                                            | 639 542              | 709 729   | 90.1           | 1014       | 445           | 569           | 630                      |                      | 1778       | 3031       | 90         |
| 1970                                                                            | 797 999              | 870 544   | 91.7           | 1470       | 604           | 866           | 542                      |                      | 1952       | 3857       | 123        |
| 1980                                                                            | 980 000              | 1 075 000 | 91.2           | 1694       | 593           | 1101          | 578                      |                      | 1881       | 2997       | 181        |
| 1990                                                                            | 1 105 000            | 1 210 000 | 91.3           | 2262       | 603           | 1659          | 488                      |                      | 2276       | 3301       | 195        |
| 1999                                                                            | 1 033 808            | 1 164 256 | 88.8           | 1458       | 550           | 908           | 709                      |                      | 1396       | 2956       | 200        |
| 2000                                                                            | 1 033 808            | 1 164 256 | 88.8           | 1427       | 541           | 886           | 724                      |                      | 1322       | 2919       | 200        |
| 2001                                                                            | 1 033 808            | 1 164 256 | 88.8           | 1416       | 523           | 893           | 730                      |                      | 1231       | 2876       | 200        |
| 2002                                                                            | 1 033 808            | 1 164 256 | 88.8           | 1405       | 492           | 913           | 735                      |                      | 1258       | 2895       | 200        |
| 2003                                                                            | 1 033 808            | 1 164 256 | 88.8           | 1359       | 497           | 862           | 760                      |                      | 1222       | 2508       | 200        |
| 2004                                                                            | 1 087 285            | 1 291 581 | 84.2           | 1343       | 499           | 844           | 809                      |                      | 1243       | 2676       | 200        |
| 2006                                                                            | 1 087 361            | 1 291 599 | 84.2           | 1432       | 539           | 893           | 759                      | 1                    | 1229       | 2662       | 200        |
| 2013                                                                            | 1 154 296            | 1 485 521 | 77.4           | 1192       | 392           | 800           | 968                      | 9                    | 1119       | 2345       | 199        |
| 2016                                                                            | 1 158 000            | 1 440 000 | 80.4           | 1126       | 362           | 764           | 1028                     | 15                   | 1046       | 2148       | 199        |
| 2019                                                                            | 1 093 095            | 1 570 149 | 69.6           | 1040       | 354           | 686           | 1051                     | 27                   | 931        | 1918       | 199        |
| 2021                                                                            | 1 121 200            | 1 642 520 | 68.3           | 1005       | 318           | 687           | 1115                     | 35                   | 1022       | 1739       | 197        |
| 2023                                                                            | 1 092 775            | 1 642 520 | 66.5           | 967        | 296           | 671           | 1130                     | 33                   | 898        | 1679       | 197        |
| Fuente: Catholic-Hierarchy, que a su vez toma los datos del Anuario Pontificio. |                      |           |                |            |               |               |                          |                      |            |            |            |

## Episcopologio
- San Livino? † (?-12 de noviembre de 633 falleció)
- San Wiro? † (?-8 de mayo de 650 falleció)
- San Disibodo? † (circa 664-674 o 675 renunció)
- San Gualafer? † (siglo VIII)
- San Rumoldo? † (?-24 de junio de 775 falleció)
- San Sedulio? † (?-12 de febrero de 785 falleció)
- Cormac? † (mencionado en 890)
- Donat (o Dunan) † (antes de 1038[nota 3]-6 de mayo de 1074 falleció)
- Gilla Patrick † (1074-10 de octubre de 1084 falleció)
- Donat O'Haingly, O.S.B. † (1085-23 de noviembre de 1095 falleció)
- Samuel O'Haingly, O.S.B. † (20 de abril de 1096 consagrado-4 de julio de 1121 falleció)
- Gregory † (2 de octubre de 1121 consagrado-8 de octubre de 1161 falleció)
- San Lawrence O'Toole † (1162 consagrado-12 de noviembre de 1180 falleció)
- John Comyn, O.S.B. † (21 de marzo de 1182 consagrado-25 de octubre de 1212 falleció)
- Henry de Loundres † (1212-julio de 1228 falleció)
- Luke Neterville † (13 de diciembre de 1228-12 de diciembre de 1255 falleció)
- Fulk de Saundford † (8 de agosto de 1256-6 de mayo de 1271 falleció)
  - Sede vacante (1271-1279)
- John de Derlington, O.P. † (8 de febrero de 1279-29 de marzo de 1284 falleció)
- John de Saundford † (30 de mayo de 1285-2 de octubre de 1294 falleció)
- William de Hothum † (24 de abril de 1296-28 de agosto de 1298 falleció)
- Richard de Ferings † (1 de julio de 1299-antes de 1306 falleció)
  - Richard de Havering † (10 de julio de 1307-1310 renunció) (obispo electo)
- John Lech (o Leck) † (18 de mayo de 1311-10 de agosto de 1313 falleció)
- Alexander de Bicknor † (20 de agosto de 1317-14 de julio de 1349 falleció)
- John de Saint Paul † (4 de septiembre de 1349-9 de septiembre de 1362 falleció)
- Thomas Minot † (17 de febrero de 1363-10 de julio de 1375 falleció)
- Robert de Wikeford † (12 de octubre de 1375-29 de agosto de 1390 falleció)
- Robert Waldby, O.E.S.A. † (14 de noviembre de 1390-3 de noviembre de 1395  nombrado obispo de Chichester)[10]
- Richard Northall (o Northalis), O.Carm. † (3 de noviembre de 1395-20 de julio de 1397 falleció)
- Thomas Cranley † (26 de septiembre de 1397-25 de mayo de 1417 falleció)
- Richard Talbot † (20 de diciembre de 1417-15 de agosto de 1459 falleció)
- Micheal Tregury † (31 de octubre de 1459-21 de diciembre de 1471 falleció)
- John Walton † (4 de mayo de 1472-1484 renunció)
- Walter Fitzsimons † (14 de junio de 1484-14 de mayo de 1511 falleció)
- William Rockeby † (28 de enero de 1512-21 de noviembre de 1521 falleció)
- Hugh Inge † (27 de febrero de 1523-3 de agosto de 1528 falleció)
- John Allen † (3 de septiembre de 1529-28 de julio de 1534 falleció)
  - Sede vacante (1534-1555)
- Hugh Corwin † (21 de junio de 1555-1559 apóstata)
  - Sede vacante (1559-1600)
- Mateo de Oviedo, O.F.M.Obs. † (5 de mayo de 1600-10 de enero de 1610 falleció)
- Eugene Matthews † (2 de mayo de 1611-1 de septiembre de 1623 falleció)
- Thomas Fleming, O.F.M.Obs. (23 de octubre de 1623-2 de agosto de 1651 falleció)
  - Sede vacante (1651-1669)
- Peter Talbot † (11 de enero de 1669-15 de noviembre de 1680 falleció)
- Patrick Russell † (13 de julio de 1683-14 de junio de 1692 falleció)
- Peter Creagh † (9 de marzo de 1693-20 de julio de 1705 falleció)
- Edmund Byrne † (31 de marzo de 1707-circa 10 de febrero de 1723 o 22 de enero de 1724 falleció)
- Edward Murphy † (1 de septiembre de 1724-circa 22 de diciembre de 1728 falleció)
- Luke Fagan † (24 de septiembre de 1729-11 de noviembre de 1733 falleció)
- John Linegar † (20 de marzo de 1734-21 de junio de 1757 falleció)
- Richard Lincoln † (21 de junio de 1757 por sucesión-21 de junio de 1763 falleció)
- Patrick Fitzsimons † (20 de septiembre de 1763-24 de noviembre de 1769 falleció)
- John Carpenter † (10 de abril de 1770-29 de octubre de 1786 falleció)
- John Thomas Troy, O.P. † (19 de diciembre de 1786-11 de mayo de 1823 falleció)
- Daniel Murray † (11 de mayo de 1823 por sucesión-26 de febrero de 1852 falleció)
- Paul Cullen † (3 de mayo de 1852-24 de octubre de 1878 falleció)
- Edward MacCabe † (4 de abril de 1879-11 de febrero de 1885 falleció)
- William Joseph Walsh † (3 de julio de 1885-9 de abril de 1921 falleció)
- Edward Joseph Byrne † (28 de agosto de 1921-9 de febrero de 1940 falleció)
- John Charles McQuaid, C.S.Sp. † (6 de noviembre de 1940-29 de diciembre de 1971 retirado)
- Dermot J. Ryan † (29 de diciembre de 1971-1 de septiembre de 1984 renunció)
- Kevin McNamara † (15 de noviembre de 1984-8 de abril de 1987 falleció)
- Desmond Connell † (21 de enero de 1988-26 de abril de 2004 retirado)
- Diarmuid Martin (26 de abril de 2004 por sucesión-29 de diciembre de 2020 retirado)
- Dermot Pius Farrell, desde el 29 de diciembre de 2020